# Městská přečerpávací stanice v Praze
Městská přečerpávací stanice je novorenesanční budova v Praze 2 – Novém Městě v Sokolské ulici (objekt bez čísla mezi orientačními čísly 5 a 7). Byla postavena v roce 1883 podle návrhu významného českého architekta 19. století Antonína Wiehla návazně na podzemní vyrovnávací vodojem.

## Popis budovy

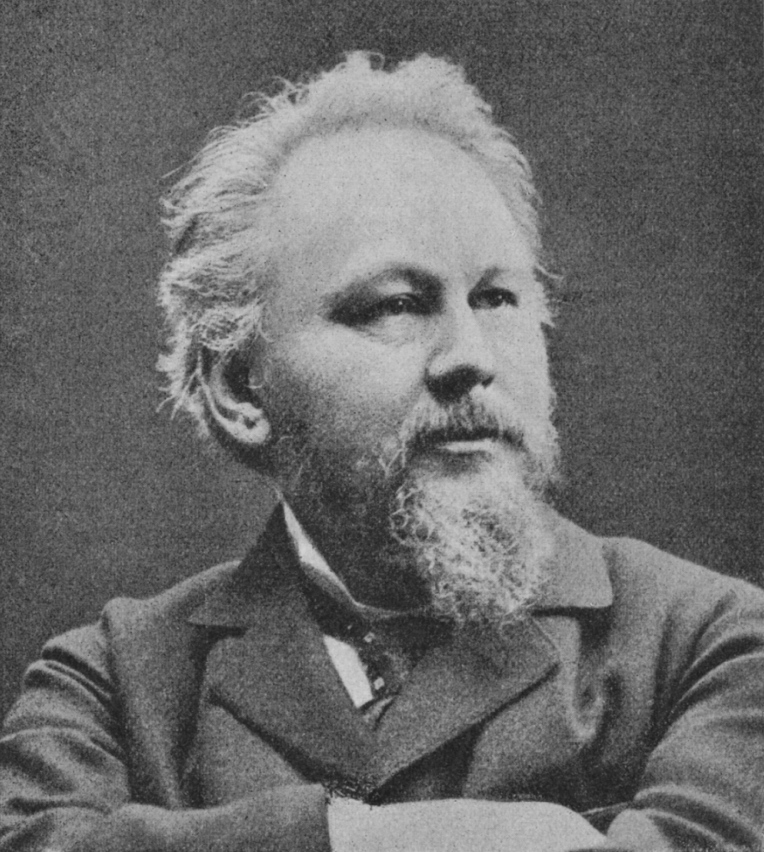
Antonín Wiehl - architekt a stavebník

Jednoposchoďová budova s 5 osami. Fasáda je v přízemí zdobena hladkou rustikou. Okna v přízemí mají polokruhový oblouk a v 1. patře jsou obdélná římsová okna. Průčelí má dva štíty.

## Historie budovy
Budova byla postavena v rámci projektu vodárenského areálu na Karlově. Nejprve byl v letech 1877–1882 vybudován podzemní vyrovnávací vodojem. Po něm následovala Wiehlova provozní budova městské přečerpávací stanice z roku 1883. Původně zamýšlená stavba věžového vodojemu v areálu se již neuskutečnila. Projekt byl zpracován v roce 1883 a jeho autory byli projektu byli Märky, Bromovský, Schulz. Podle tohoto návrhu měl vodojem mít přízemní zděnou část. Šesti nebo osmiboký plášť s reservoárem vody měl být z přízemní části nesen na ocelové konstrukci, v jejímž středu byl projektován dřík a v něm pravděpodobně potrubí. Plášť reservoáru měl mít na každé straně jedno okno. Vodojem by byl zastřešen stanovou střechou zakončenou lucernou s hromosvodem.
Vodovodní systém v době výstavby rozváděl vodu z Novomlýnské vodárny. Zemní vodojem z roku 1882 byl v roce 1975 odstraněn. Na jeho místě byl postaven železobetonový. Přečerpávací stanice ukončila provoz v roce 1912. Z původního areálu se dochovala pouze Wiehlova novorenesanční budova jako zajímavá ukázka novorenesanční industriální architektury.

## Budova v současnosti
Budova je součástí vodárenského areálu a byla opravena včetně fasády.

## Galerie Městská přečerpávací stanice v Praze

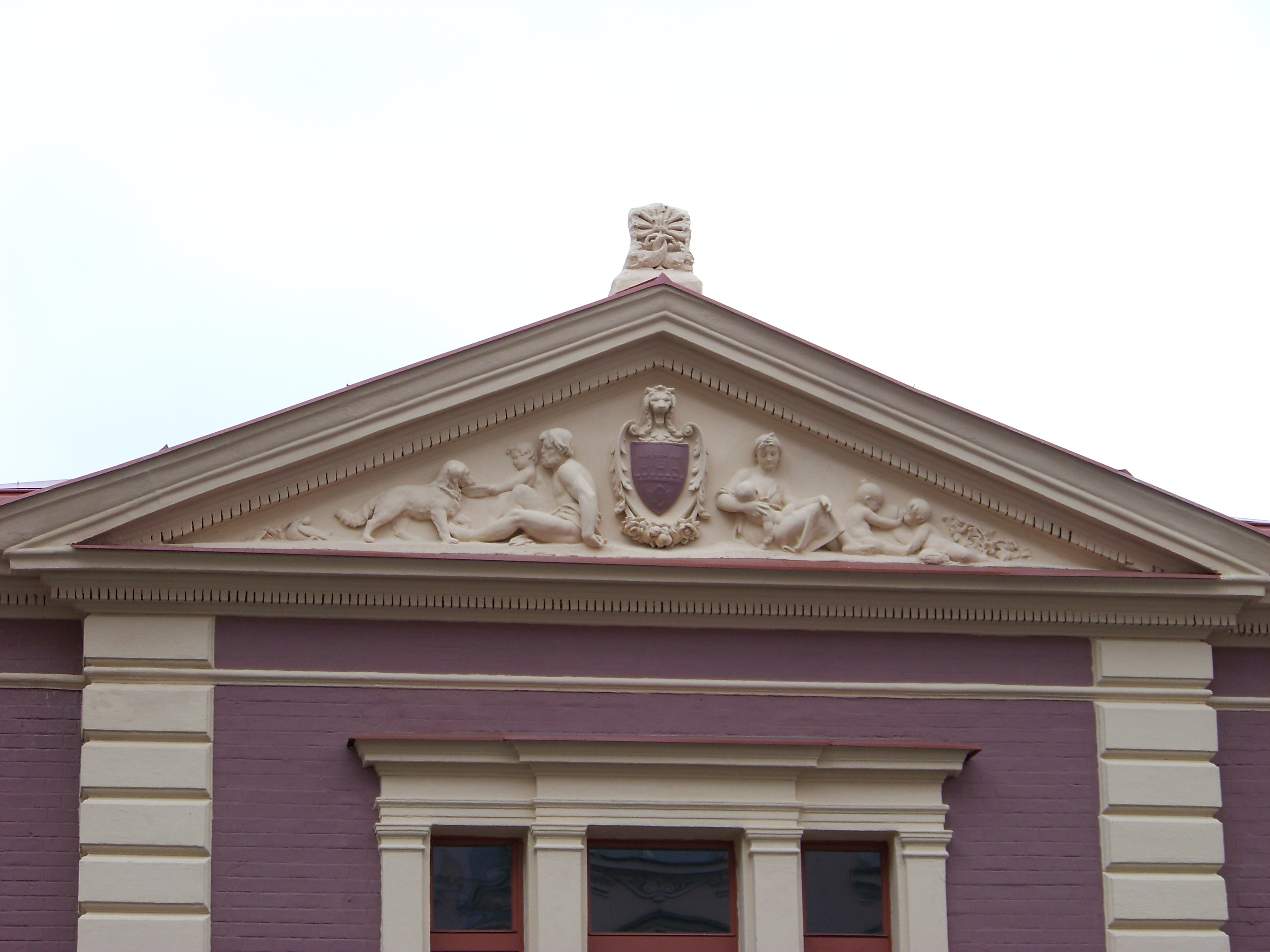
Městská přečerpávací stanice. Štít budovy
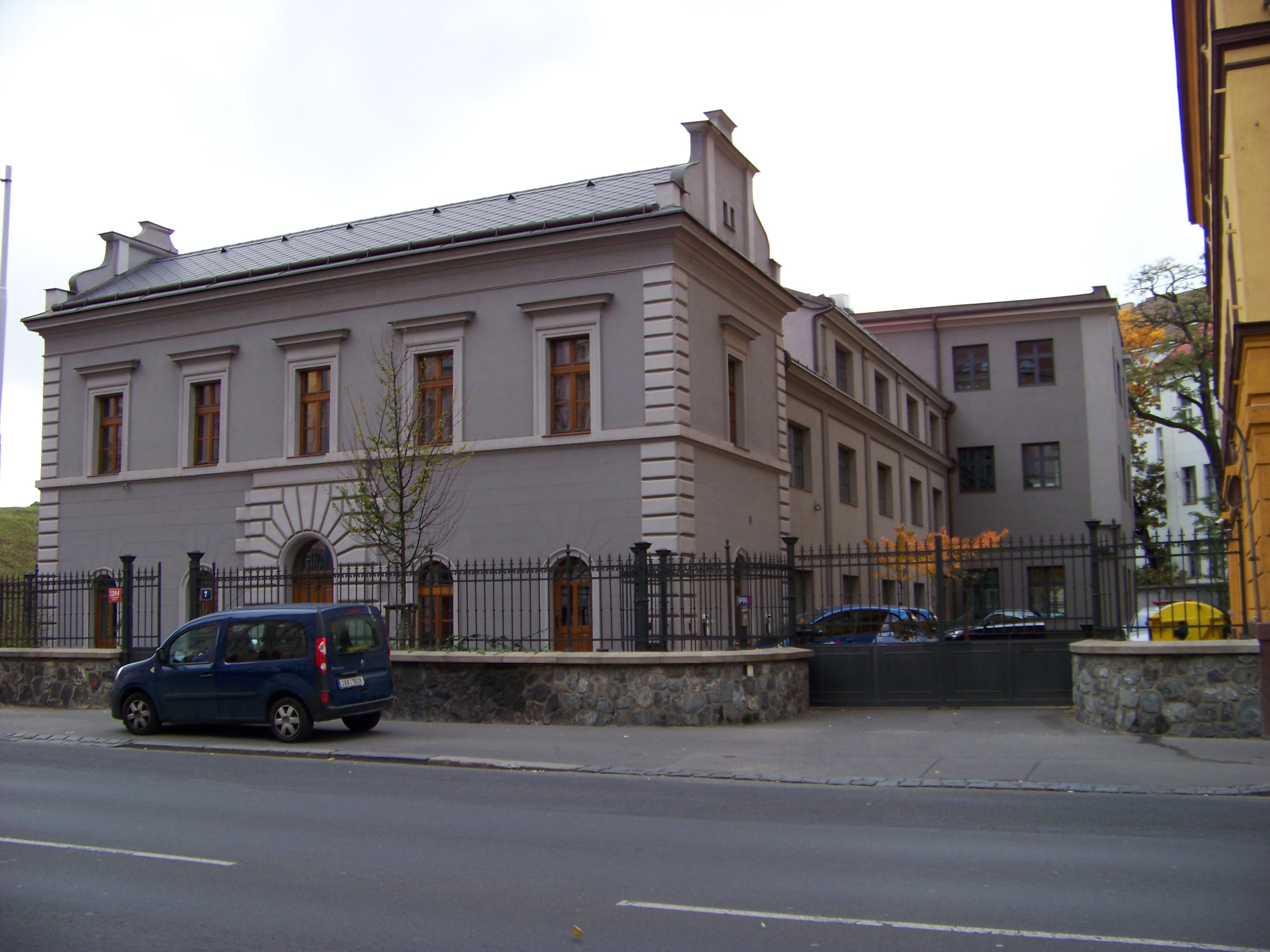
Sokolská 7, bývalá přečerpávací stanice
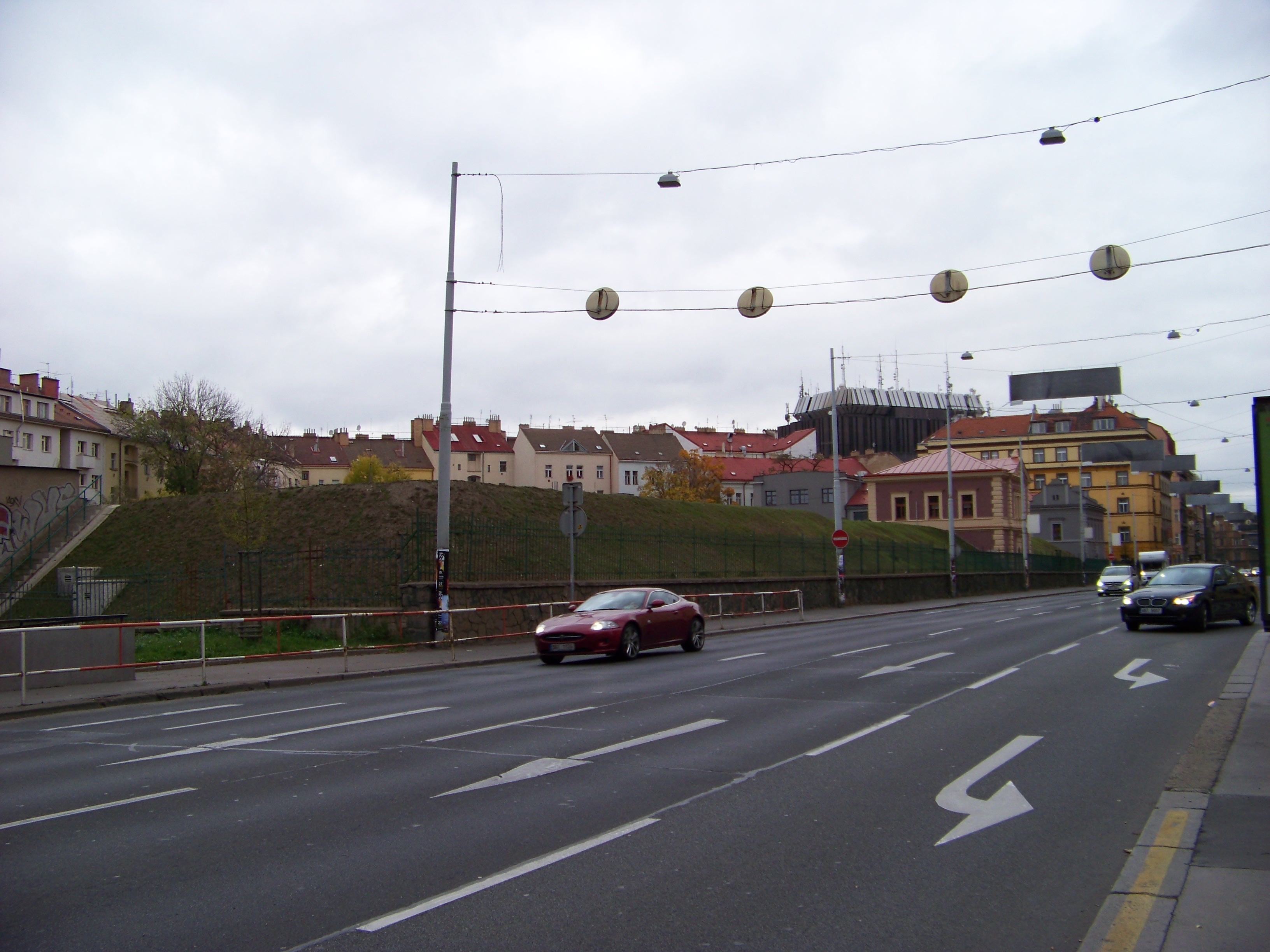
Sokolská ulice, zemní vodojem